# NGC 7470
NGC 7470 је спирална галаксија у сазвежђу Ждрал која се налази на NGC листи објеката дубоког неба.
Деклинација објекта је - 50° 6' 42" а ректасцензија 23h 5m 13,9s. Привидна величина (магнитуда) објекта NGC 7470 износи 13,5 а фотографска магнитуда 14,3. NGC 7470 је још познат и под ознакама ESO 239-9, IRAS 23023-5023, PGC 70431.